# آیوی کلوس
آیوی کلوس (انگلیسی: Ivy Close؛ ۱۵ ژوئن ۱۸۹۰ – ۴ دسامبر ۱۹۶۸) هنرپیشه اهل انگلستان در دوران سینمای صامت بود.

## گزیدهٔ فیلم‌شناسی
- چرخ (۱۹۲۳)